# ان‌جی‌سی ۴۴۵
ان‌جی‌سی ۴۴۵ (انگلیسی: NGC 445) نام یک کهکشان در صورت فلکی نهنگ است.